# Chris Mihm
Christopher (Chris) Steven Mihm (* 16. Juli 1979 in Milwaukee, Wisconsin) ist ein ehemaliger US-amerikanischer Basketballspieler, der neun Jahre in der NBA aktiv war. Er ist 2,13 Meter groß (7 Fuß), wiegt ca. 120 kg und spielte auf der Position des Center.

## Karriere
Mihm spielte auf dem College für die University of Texas at Austin und wurde 2000 als 7. Spieler im sogenannten NBA Draft von den Chicago Bulls verpflichtet und bereits wenige Minuten später in einem vorab verabredeten Tausch (Trade) gegen Jamal Crawford zu den Cleveland Cavaliers gegeben. Nach drei guten Jahren in Cleveland wechselte er in der Saison 2003–2004 zu den Boston Celtics. Nach einer Saison in Boston kam Mihm im Tausch für Rick Fox und Gary Payton zu den Los Angeles Lakers. Dort wurde er der Nachfolger von Shaquille O’Neal auf der Centerposition. Er verbesserte insbesondere sein Spiel unter dem Korb deutlich, er erlitt jedoch im März 2006 eine schwere Knöchelverletzung, die ihn seither immer wieder zu längeren Pausen zwang.
In seiner NBA-Karriere erzielte Mihm im Schnitt 7,5 Punkte, 1 Block und 5,3 Rebounds pro Spiel. Bei den LA Lakers hatten sich diese Werte in der letzten Saison 2005–2006 vor seiner Verletzung stark verbessert auf über 10 Punkte und 6 Rebounds pro Spiel. Am 18. Februar 2009 tradeten ihn die Lakers zu den Memphis Grizzlies für einen Second Round Draft Pick im NBA-Draft 2013. Für die Grizzlies bestritt er nach einer Knöcheloperation kein einziges Spiel. Aufgrund von Verletzung beendete er noch im gleichen Jahr seine Karriere.
Als College-Student gewann Mihm mit dem Team der USA bei der Universiade 1999 in Spanien die Goldmedaille. Er wurde außerdem 2001 in das NBA All-Rookie Second Team berufen.